# Krak des Chevaliers

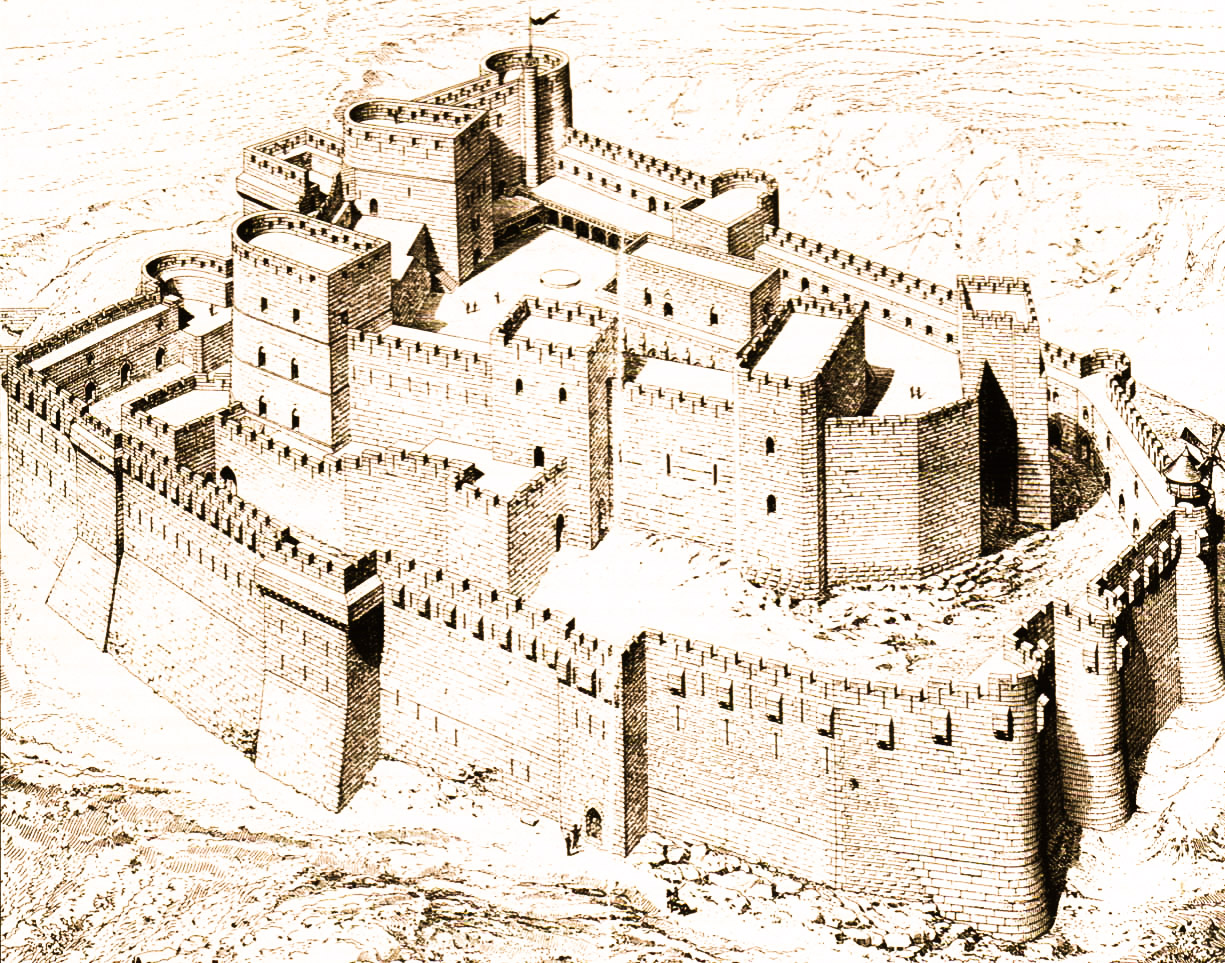
Wizualizacja wyglądu zamku w średniowieczu

Krak des Chevaliers (lub Crac des Chevaliers, „twierdza rycerzy”) – zamek w zachodniej części Syrii, w górach Dżabal an-Nusajrijja, dawna siedziba joannitów. Nazywany niegdyś w języku arabskim حصن الأكراد Ḥiṣn al-Akrād, „twierdzą Kurdów”, dziś zaś قلعة الحصن Qalʿat al-Ḥiṣn, czyli „cytadelą twierdzy”.

## Historia
Ten potężny zamek znajduje się na północny wschód od Trypolisu, niedaleko miasta Hims (Homs), na szczycie 650-metrowego uskoku, wzdłuż jedynej drogi z Antiochii do Bejrutu i Morza Śródziemnego. Według arabskiego historyka z XIII wieku, Ibn Shaddada, pierwszą siedzibę w tym miejscu wzniesiono w 1031 dla Shibl al-Dawla, emira Aleppo. W 1099 został zdobyty przez wojska Rajmunda z Tuluzy podczas I krucjaty, jednak opuszczono go, gdy krzyżowcy pomaszerowali dalej na Jerozolimę. Zamek został ponownie zajęty w 1110 przez Tankreda, bratanka Boemunda, księcia Antiochii. Rajmund II, hrabia Trypolisu, oddał go szpitalnikom w 1142, którzy rozbudowali zamek i jego umocnienia. W centralnej części twierdzy o wymiarach 110 na 60 metrów zbudowany został kościół, sala rycerska i kilka wież – wszystko w stylu gotyckim. W roku 1170 twierdza została uszkodzona przez trzęsienie ziemi. W 1187 roku, po przegranej przez Krzyżowców bitwie pod Hittin, Saladyn będący dowódcą zwycięskich wojsk ruszył ku Krak des Chevaliers. Nie udało mu się jednak przejąć kontroli nad zamkiem, więc w 1188 odstąpił szturmu i ruszył na zamek Margat.
W 1202 roku miało miejsce kolejne trzęsienie ziemi, które uszkodziło zamek, zmniejszając jego zdolności obronne i znaczenie wojskowe.
W 1271 po miesięcznym oblężeniu 200 rycerzy poddało się wojskom mameluckiego sułtana Bajbarsa.
Według niektórych historyków twierdza została poddana po odczytaniu przez dowódcę garnizonu listu z Trypolisu, według którego załoga zamku nie mogła liczyć na wsparcie. Krzyżowcy będąc na straconej pozycji poddali Krak des Chevaliers muzułmanom. List, który skłonił dowódcę do takiego czynu najprawdopodobniej był podstępem samego sułtana Bajbarsa, który napisał go własnoręcznie podszywając się pod hrabiego Trypolisu.
Po opuszczeniu Bliskiego Wschodu przez krzyżowców w 1291 roku zamek utracił swe militarne znaczenie i został zamieszkany przez miejscową ludność. W 1934 roku z inicjatywy władz francuskich przesiedlono mieszkańców z twierdzy i rozpoczęto renowację. Aktualnie zamek należy do największych atrakcji turystycznych Syrii.
12 lipca 2013 r. podczas wojny domowej w Syrii zamek został zbombardowany przez samoloty rządowe.

## Architektura
Budowniczowie twierdzy zadbali o to, aby była ona nie do zdobycia. Została zbudowana na wzniesieniu o powierzchni ok. 2,5 ha, której kształt jest owalny. Oś podłużna liczy 220 m, poprzeczna 135 m. Otoczona dwoma potężnymi murami. Grubość muru zewnętrznego wyniosła 6 m. Dodatkowo wzmocniono go basztami, zazwyczaj w formie półokrągłej wieży. Pod ziemią umieszczono najważniejsze pomieszczenia takie jak stajnie i spichlerze. Do twierdzy prowadził most zwodzony, później jego miejsce zajęła kładka. Wielka Sala Rycerska miała wymiary 27 na 7,5 m. W południowej części dziedzińca znajdowała się Sala grubych kolumn, gdzie były pomieszczenia kuchenne i refektarz. Kaplica wbudowana została w mur, a na jej wysokości powstała imponująca sala o długości 120 m, wyposażona w studnię i piec chlebowy. Służyła ona za magazyn. W twierdzy stale utrzymywano zapasy wystarczające na 5 lat. Dach Sali 120 Metrów stanowił Górny Taras, za którym znajdował się kompleks trzech najwyższych wież, mogący być ostatnim schronieniem dla załogi. Z militarnego i technicznego punktu widzenia twierdza była doskonałym przykładem budowli obronnej. Przyczyną jej upadku w 1271 była zbyt mała załoga, a także coraz mniejsze posiłki z Europy.
Budowniczowie mameluccy rozbudowali twierdzę, dobudowując wieże i barbakany.
Kaplica po zdobyciu twierdzy została przez Bajbarsa zamieniona w meczet.
Zamek został uszkodzony podczas wojny domowej w Syrii toczącej się od 2011, a w 2013 wpisany na listę Dziedzictwa Zagrożonego.

## Galeria

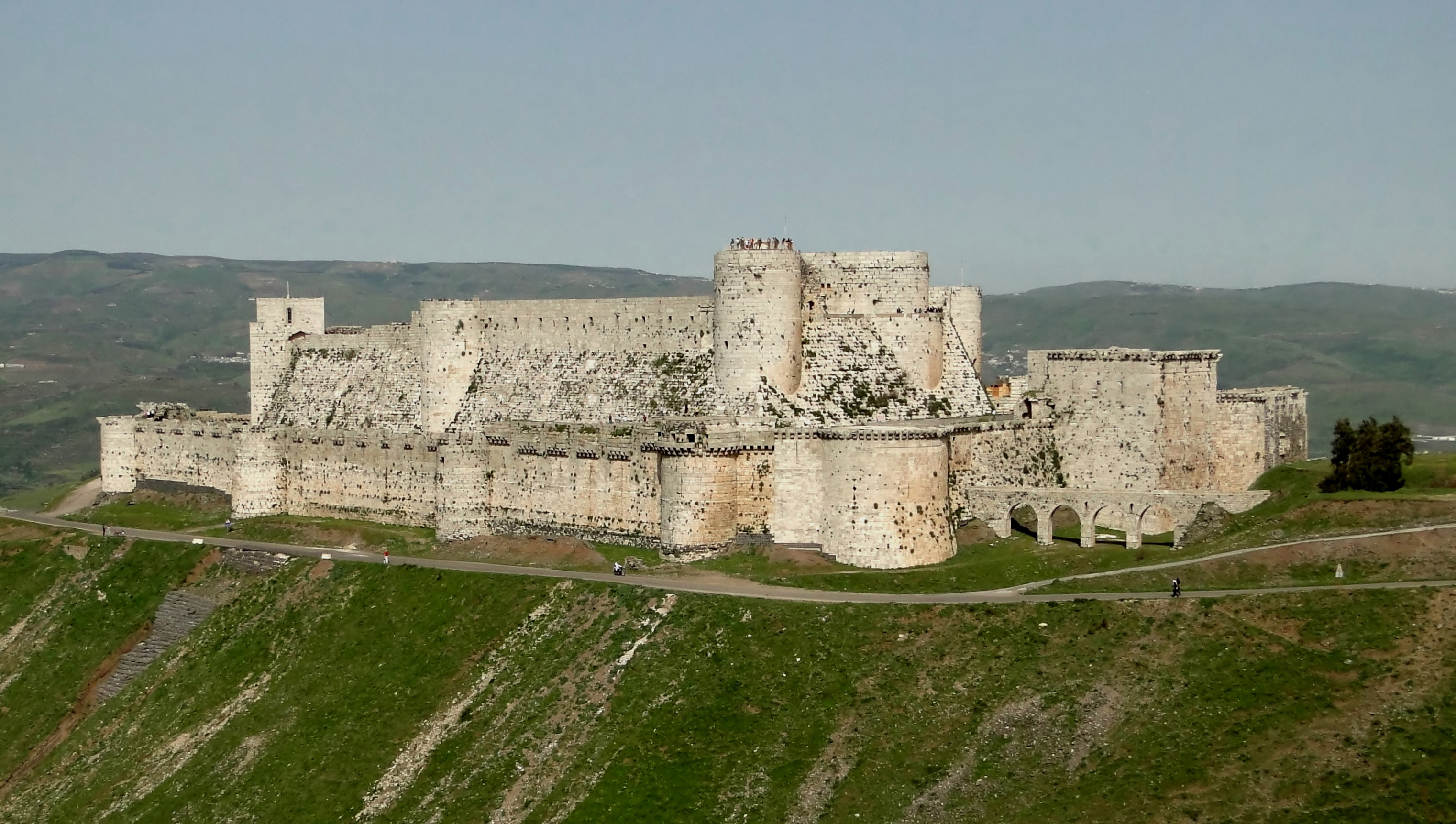
Widok na zamek
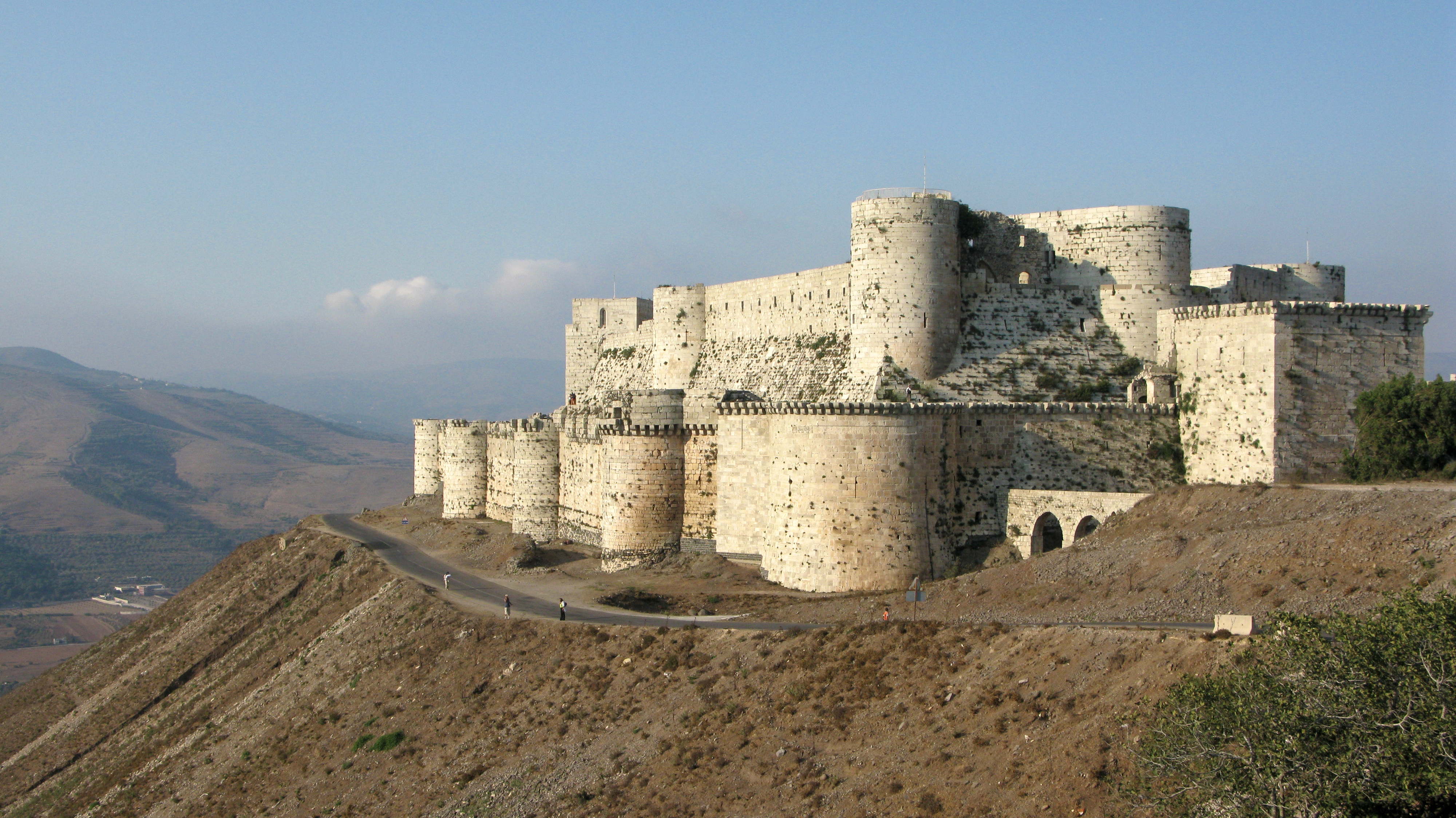
Widok na zamek
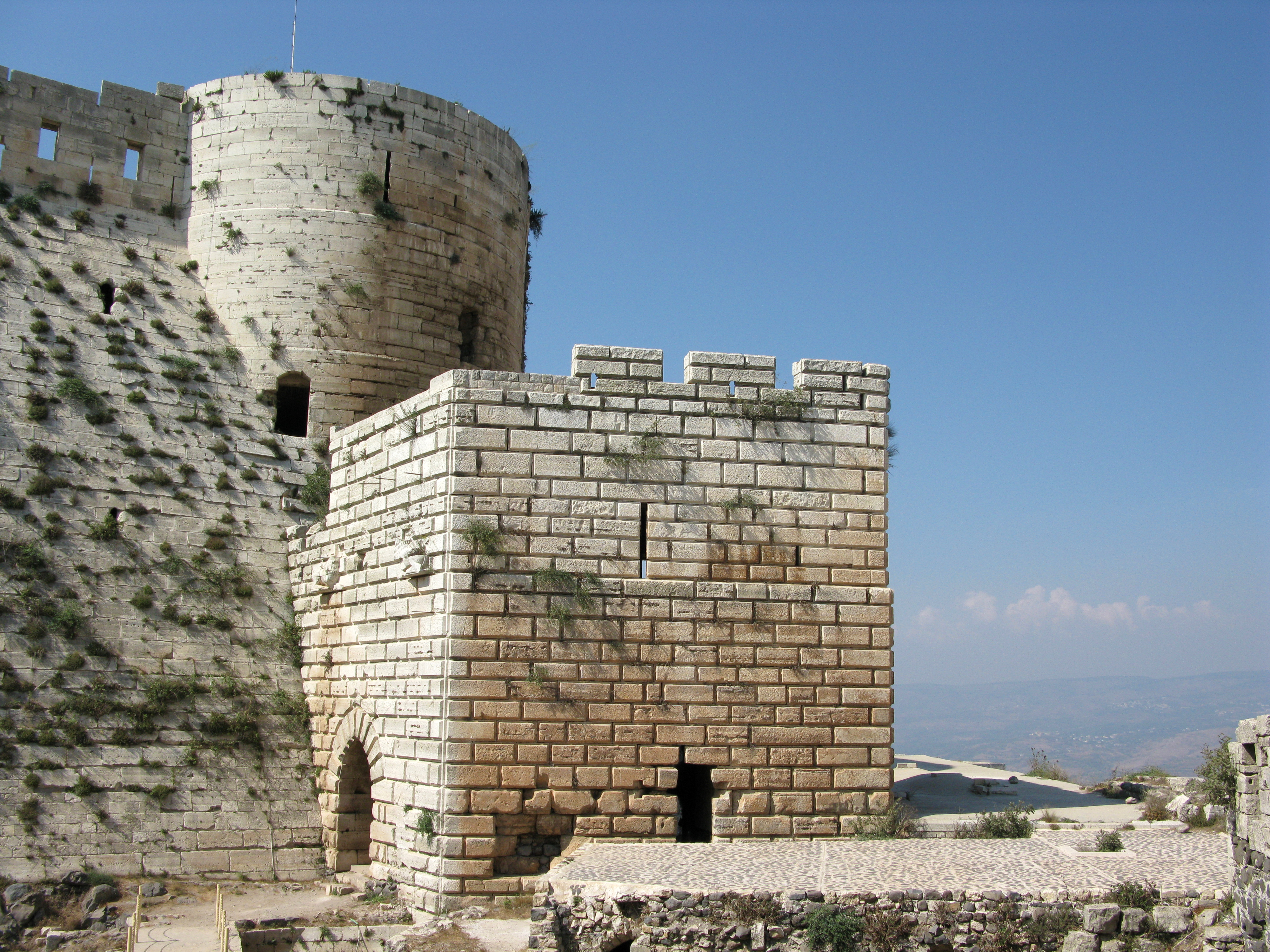
Wieża obronna
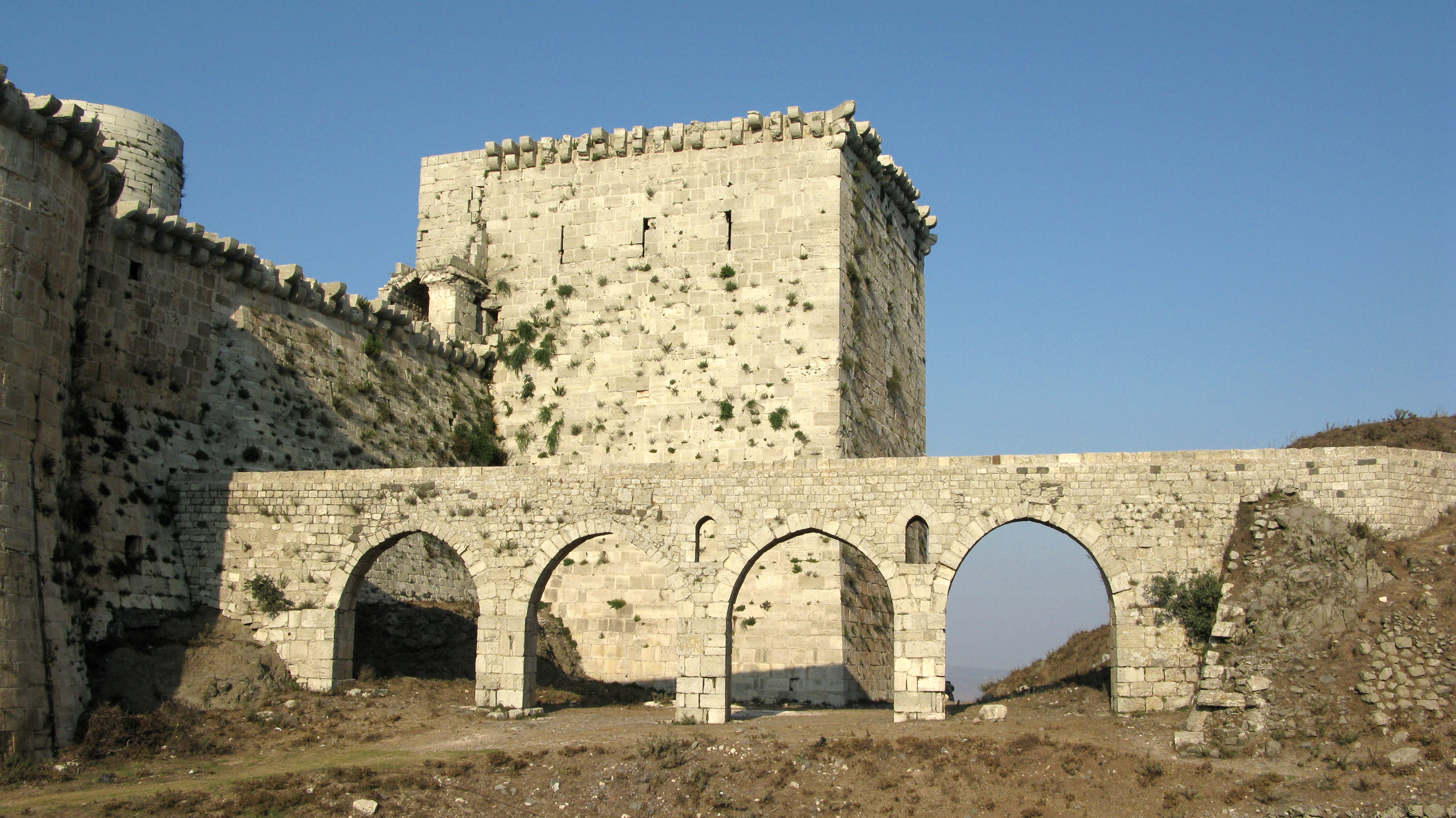
Wieża i mury obronne
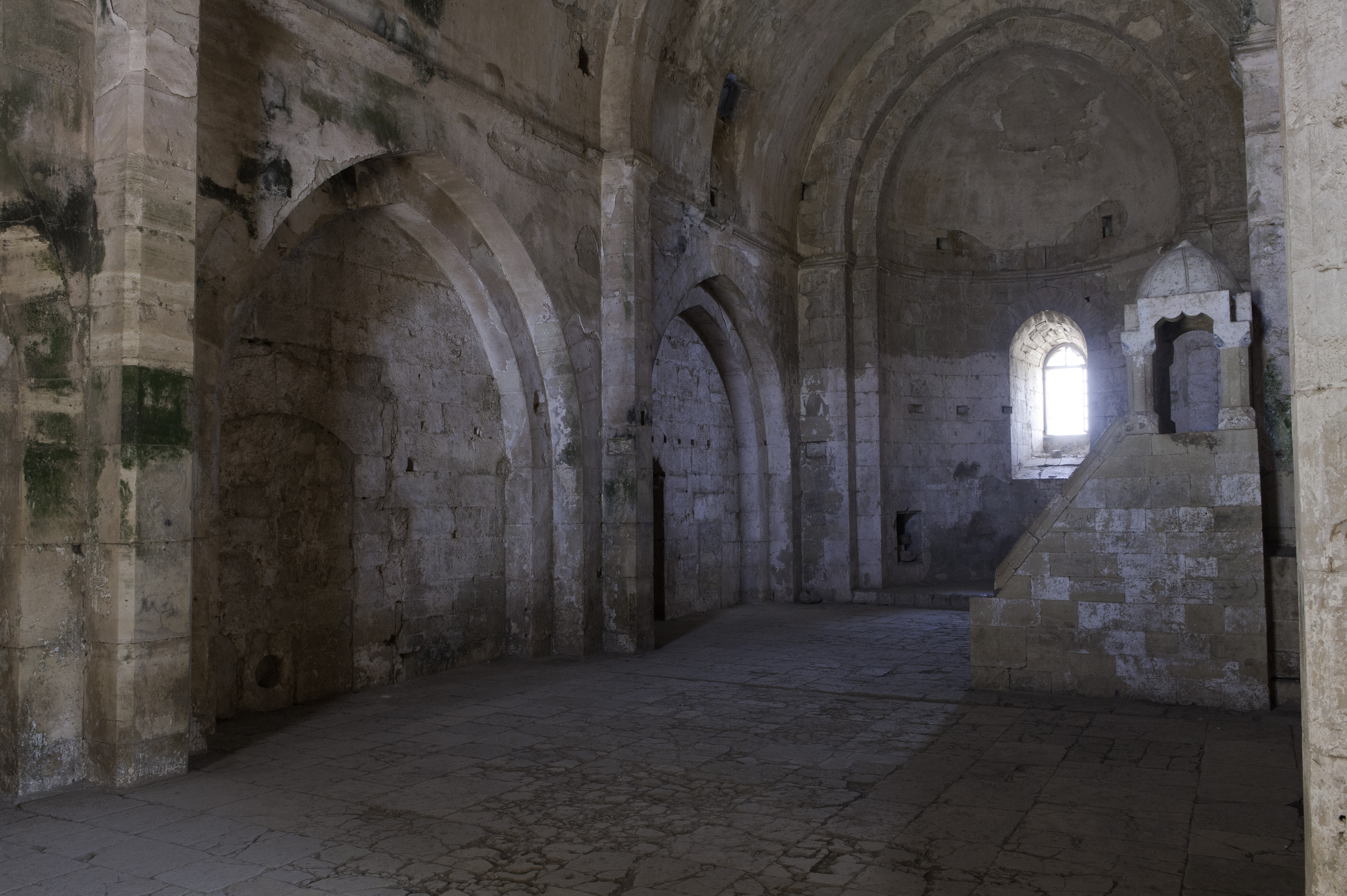
Kaplica zamkowa
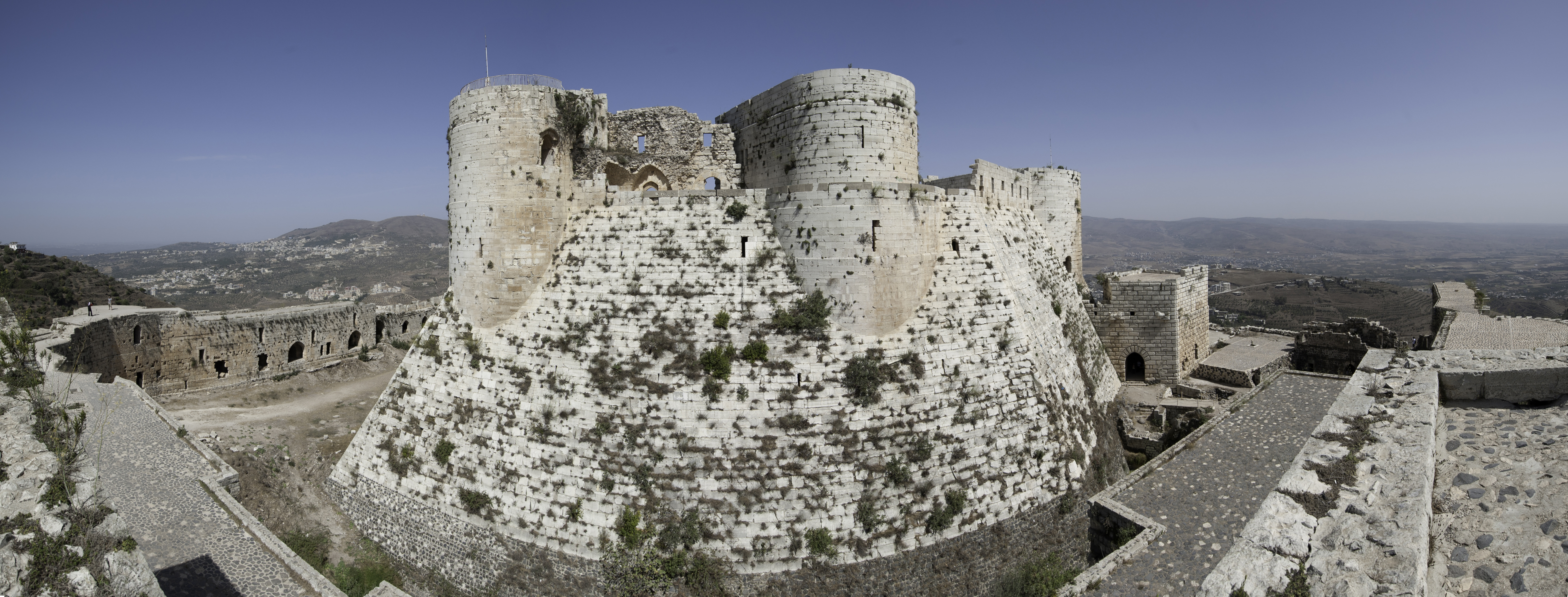
Widok z murów obronnych
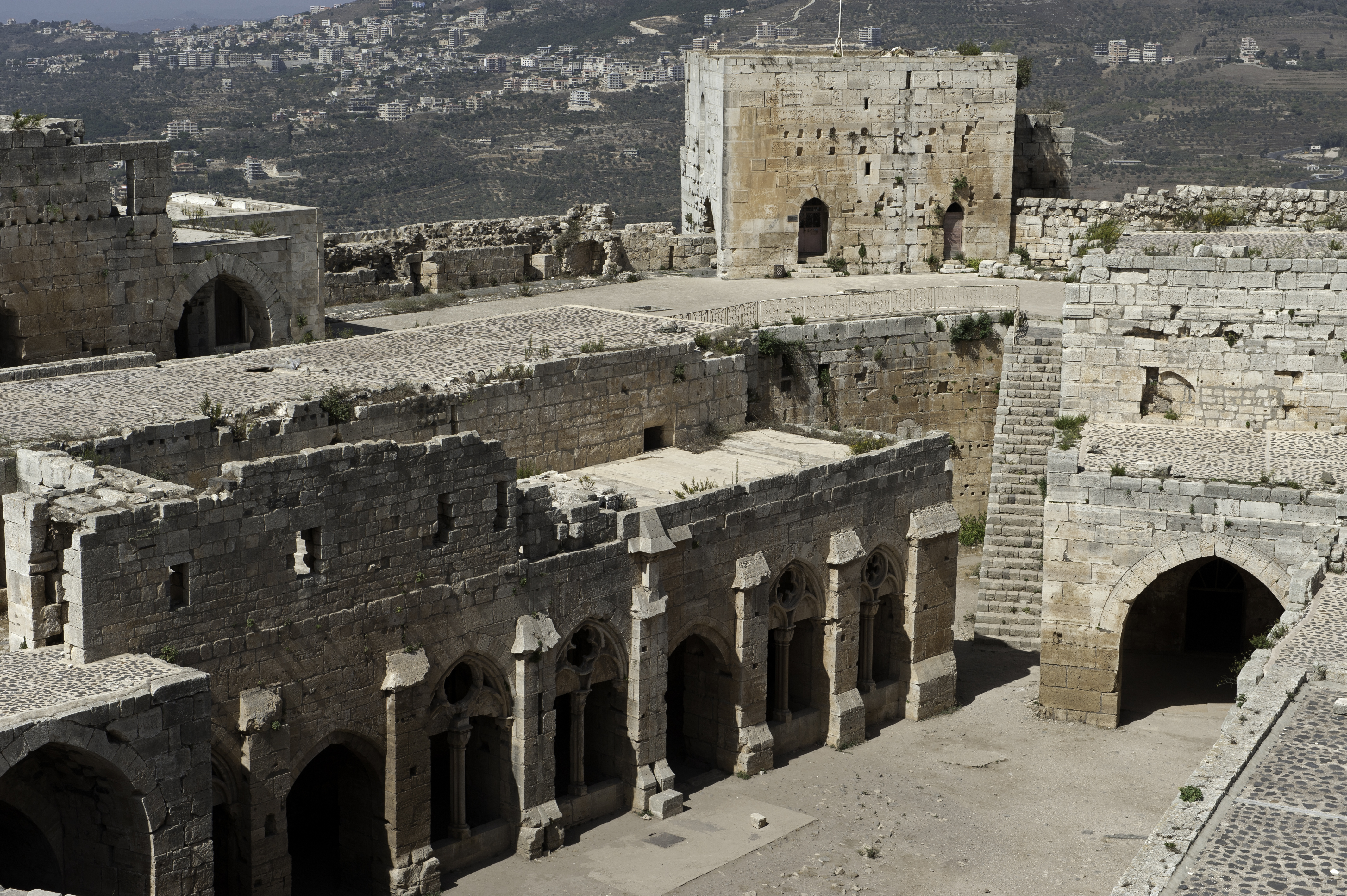
Loggia zamkowa
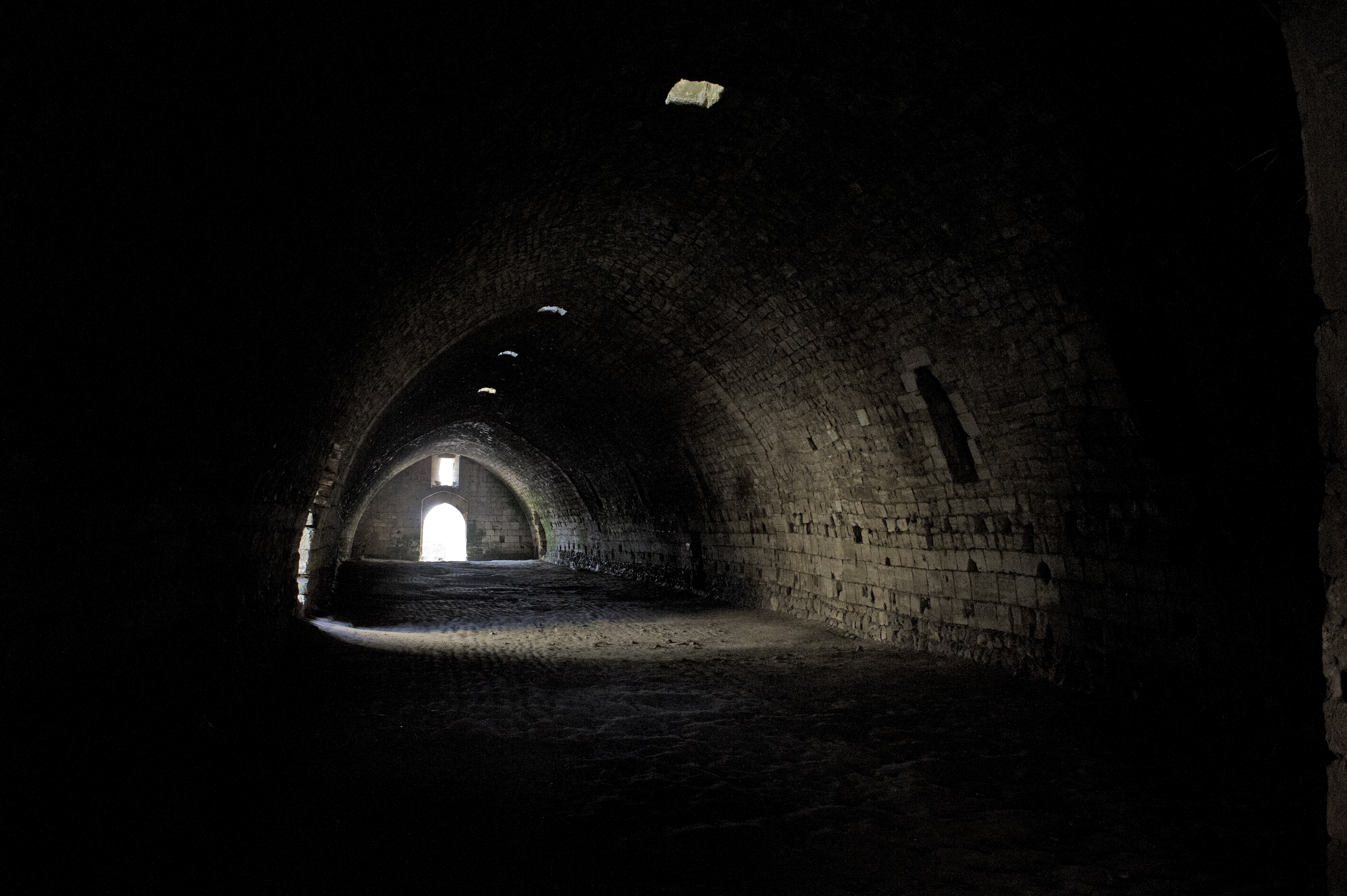
Stajnia zamkowa
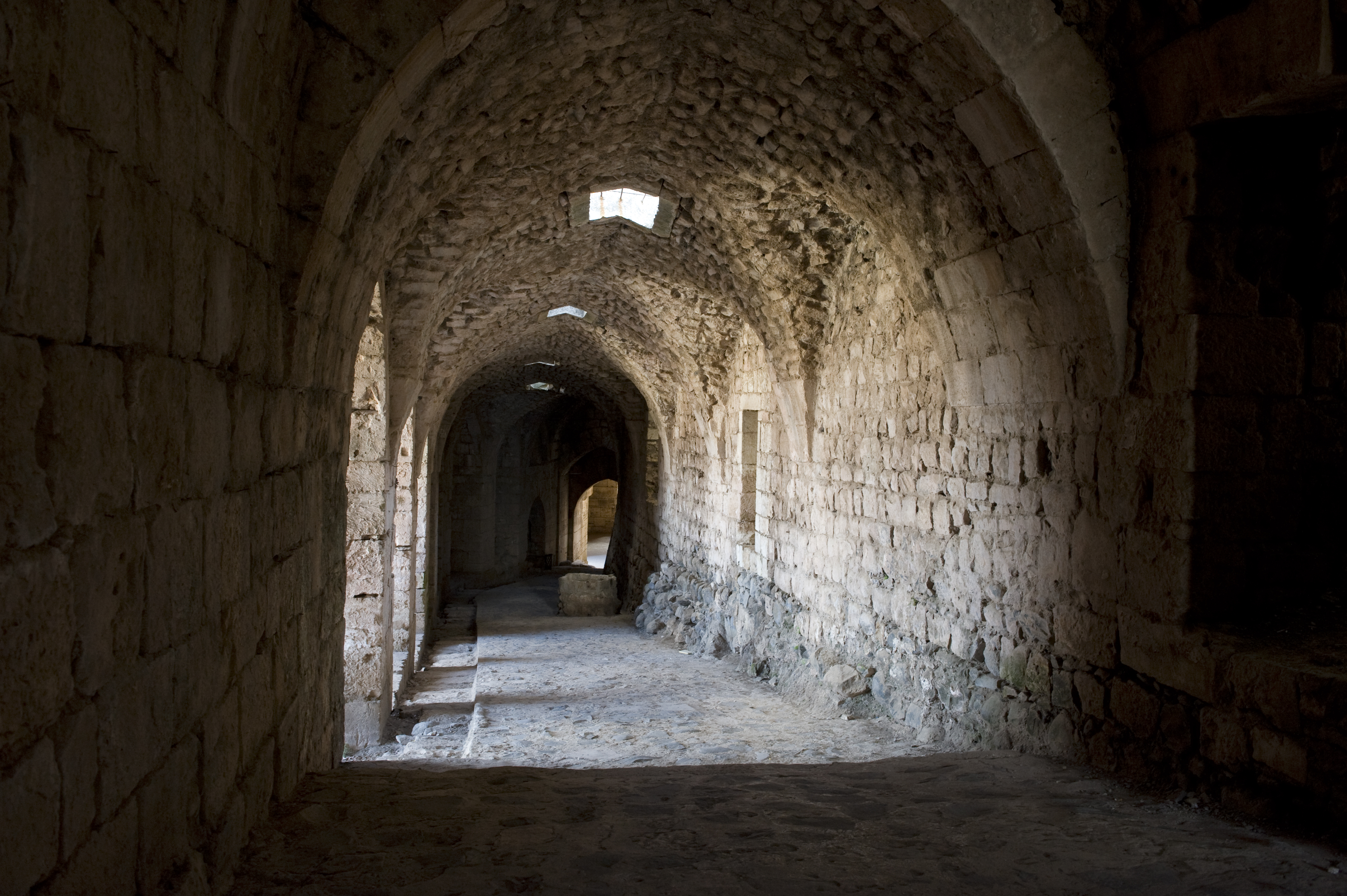
Korytarz zamkowy